# Мясников, Георгий Прокофьевич
Георгий Прокофьевич Мясников (род. 30 марта 1954 года, Запорожье, УССР, СССР) — советский и российский скульптор, член-корреспондент Российской академии художеств (2010).

## Биография
Родился 30 марта 1954 года в городе Запорожье Украинской ССР.
В 1976 году — окончил Ставропольское высшее военно-авиационное училище лётчиков и штурманов. В 2005 году — окончил Ростовскую государственную академию архитектуры и искусств.
С 1989 года — член Союза художников СССР, России, с 2008 года — заместитель председателя правления Ставропольской краевой организации Союза художников России.
С 2003 по 2006 годы — директор Художественного Фонда Ставропольской краевой организации Союза художников России.
В 2010 году — избран членом-корреспондентом Российской академии художеств от Отделения скульптуры.
В настоящее время — доцент кафедры живописи, графики и скульптуры Южного федерального университета.

## Творческая деятельность
Среди произведений: медаль «Бухенвальд» (1982, бронза), серия медалей «Небо спортивное»: «Самолетный спорт», «Парашютный спорт», «Дельтапланерный спорт» (1985, бронза), «Портрет сына» (1983, мрамор), «Бард» (1990, бронза), «Тревога» (2002, бронза, мрамор), «Портрет скульптора Гургена Курегяна» (2004, бронза), «Время собирать или разбрасывать камни?» (2006, бронза), «Ностальгия» (2007, бронза), «Товарищ Бендер» (2008, бронза), «Гражданин Воробьянинов» (2008, бронза), в том числе монументальные произведения: бюст Л. Н. Толстого (искусственный мрамор, «Аллея воинской славы», г. Москва, 2008), «Багратион П. И.» (искусственный мрамор, «Аллея воинской славы», г. Москва, 2008), «Ломоносов М. В.» (искусственный мрамор, «Аллея воинской славы», г. Москва, 2008), памятник генералу А. П. Ермолову (бронза, гранит, г. Минеральные Воды Ставропольского края, 2008).

## Награды
- Премия ФСБ России в номинации «Изобразительное искусство» (2010 год, за скульптурную композицию «Из истории органов безопасности»).
- Премия Губернатора Ставропольского края имени В. Г. Клёнова (2008 год).